# Siggerud
Siggerud ist eine Ortschaft in der norwegischen Kommune Nordre Follo, gelegen in der Provinz (Fylke) Akershus. Der Ort hat 1507 Einwohner (Stand: 1. Januar 2024).

## Geografie
Siggerud ist ein sogenannter Tettsted, also eine Ansiedlung, die für statistische Zwecke als eine städtische Siedlung gezählt wird. Die Ortschaft liegt südöstlich von Oslo in der ehemaligen Provinz Akershus. Im Westen von Siggerud liegt die Europastraße 6 (E6) und Kolbotn.

## Geschichte
Bis Ende 2019 gehörte Siggerud zur damaligen Kommune Ski. Diese ging im Rahmen der landesweiten Kommunalreform in die neu geschaffene Gemeinde Nordre Follo über.
Die Kirche von Siggerud (Siggerud kirke) wurde im Jahr 1905 erbaut.

## Persönlichkeiten
- Lasse Kjus (* 1971), Skirennläufer
- Christian Ingebrigtsen (* 1977), Sänger der Band A1
- Herman Flesvig (* 1992), Komiker, Schauspieler und Drehbuchautor
- Marcel Gleffe, "Retter von Utøya"